# 神の時こそいと良き時
『神の時こそいと良き時』（かみのときこそいとよきとき、Gottes Zeit ist die allerbeste Zeit）BWV106は、ヨハン・ゼバスティアン・バッハが1707年から1708年頃に作曲したと推察される教会カンタータ。通称は「哀悼行事」（Actus Tragicus）。全4曲からなり、当時の死生観を反映した作品として、また草創期の素朴な作品として重視する愛好家も多く、のちの整然としたカンタータとは違う構造もあいまって、非常に人気の高いカンタータの一つである。

## 概要
バッハ本人の手による資料は失われており、18世紀後半に作成された総譜のコピーが最古の資料である。別名の「哀悼行事」とは、そのコピーのタイトルである。このタイトルと歌詞の内容から、葬儀の時に演奏するものと推測されている。科学的根拠に拠らない19世紀の研究では、1707年8月14日に執り行われた母方の伯父トビアス・レンマーヒルトに捧げたものと推測していた。新説の中には、もっと規模が大きいオラトリオの一部ではないかというものもある。根拠は例のタイトルの Actus であるが、このタイトル自体もバッハ自身がつけたものかどうか疑わしい。
台本作者は不明。ただし、神学者ヨハン・オレアリウスが1668年に出版した詩集「キリスト教の祈りの学校」（Christliche Bet-Schule）が手本ではないかと推測されている。他のミュールハウゼン時代のカンタータと同じく、聖書の文言やコラールを組み合わせて一連の音楽にまとめている。しかし他の作品と違い、全体を支配する聖句を持たない。聖書全体から寄せ集めたばらばらの聖句からなるが、「旧約聖書に則った『原罪に対する契約としての死』から新約聖書に則った『救いとしての死』への変容」というテーマの構築に成功している。
楽器編成はリコーダー2本とヴィオラ・ダ・ガンバ2挺、そして通奏低音からなる。106番特有の現象として、2種の調性がある。ヘ長調と変ホ長調を併記した資料が多い。この全音差は2種類のピッチ表記法が原因であって、106番に2つの稿があるわけではない。変ホ長調版は、合唱やオルガンのピッチに合わせたコールトーン表記で「旧バッハ全集」が用いた。一方のヘ長調版は管楽器のピッチに合わせたカンマートーン表記で「新バッハ全集」が用いている。以下の本文ではカンマートーンに続けて括弧内にコールトーンを記す。

### 第1曲 ソナティーナ
リコーダー2・ガンバ2、通奏低音、ヘ長調(変ホ長調)、4/4拍子
寄り添うガンバと歩行音型を刻む通奏低音を前奏として、リコーダーが主導する。ユニゾンを基本としながら、波動音型のパートでは別れて和音を交し合う。素朴な音楽だが、タイトルどおり提示・展開・再現のソナタ形式で構成されている。

### 第2曲 『神の時こそいと良き時』(Gottes Zeit ist die allerbeste Zeit)
大きく4のパートに分けられる。

#### 合唱『神の時こそいと良き時』(Gottes Zeit ist die allerbeste Zeit)
合唱・リコーダー2・ガンバ2、通奏低音、ヘ長調(変ホ長調)→ニ短調(ハ短調)、4/4→3/4/→4/4拍子
使徒言行録の引用を含む自由詩の合唱で、大きく3パートに分かれる。まずソプラノに主導される冒頭部。「神の時=臨終の時」の至福を活発・素朴に歌う。ホモフォニックに始まるが、やがてポリフォニックに動き出す。沈黙していた器楽が間奏を歌うと、神の手による生のパートへ。アレグロ・3拍子の活発な主題からなるフーガに入る。このフーガはやがて器楽も絡んでくる。このフーガは『神がお望みである限り』(solange erwill)の斉唱をもって打ち切られ、間奏後に神の手による死のパートへそのままなだれ込む。アダージョの短調に暗転し、スラーをともなう溜め息のモティーフと、頻繁に挿入された不協和音により、死への本能的恐怖を吐露する。

#### アリオーソ『ああ主よ、教えたまえ』(Ach Herr, lehre uns bedenken)
テノール・リコーダー2・ガンバ2、通奏低音、ニ短調(ハ短調)、4/4拍子
詩篇第90篇12節を引用し、人生の短さを嘆く。リコーダーの前奏主題を受けてテノールが語り出す。反復して神に希求するのは「自らの寿命がいくら残っているか」を知ること。嘆きの節回しから、やがて懇願の反復へと感情を高ぶらせ、神に問う。

#### アリオーソ『家に遺言せよ』(Bestelle dein Haus)
バス・リコーダー2、通奏低音、ニ短調(ハ短調)、3/8拍子
だが神は質問を拒絶する。代わりに突きつけたのは、イザヤ書第38章1節。そこには「人は死ぬものである」という宣告のみ。リコーダーの伴奏も厳しい分散和音に変わる。このアリオーソは、最後に冒頭部を反復するアリア的進行で知られており、のちのダ･カーポ形式の萌芽と見る研究者もいる。

#### 合唱『これは古き契約』(Es ist der alte Bund)とアリオーソ『来たれ、主イエスよ』(Ja, komm, Herr Jesu, komm)
合唱・通奏低音、ト短調(ヘ短調)、4/4拍子　+ソプラノ・リコーダー2・ガンバ2
テノールを先頭に、アルト・バスの厳格な順列フーガが展開される。引用されるのはベン・シラの智恵第14章18節。人の死は原罪を贖う契約に基づくもので、死を恐れるのは必然と説く。通奏低音の歩行音のみで威圧的に通告するシラ書の支配を、唐突にソプラノが突き崩す。ソプラノの歌詞はヨハネ黙示録第22章20節。聖書に記述された最後の台詞である。同時に、リコーダーが「われ神にわがことを委ねん」の旋律を奏で、ガンバも伴奏に帰ってくる。シラ書のフーガと黙示録のアリオーソはしばし主導権を争うが、シラ書はやがて冒頭句のフーガが言えなくなり、遂には主要句のフーガも突き崩され、黙示録が静かに残る。

### 第3曲 『御手にわが霊を委ねん』(In deine Hände befehl ich meinen Geist)
大きく2のパートに分けられる。

#### アリア『御手にわが霊を委ねん』(In deine Hände befehl ich meinen Geist)
アルト・ガンバ2・通奏低音、ハ短調(変ロ短調)、4/4拍子
詩篇第31篇6節の引用で、安息に満ちたアリアとなっている。前奏から主題まで、上昇音形を基調としており、すべてを神の思し召しに委ねる決意や信頼を表明したものである。

#### アリオーソ『汝は今われと楽園にあり』(Heute wirst du mit mir)とコラール『平安と歓喜もてわれは逝く』(Mit Fried und Freud ich fahr dahin)
バス・ガンバ2、通奏低音、ニ短調(ハ短調)、4/4拍子　+アルト
今度のバスは神の代弁者ではなく、イエスの代弁者である。朗誦するのはルカ福音書第23章43節の福音。十字架上の最終福音の一つで、同時に磔刑を受けた二人の盗人に送られた慰めの福音である。一度目の朗誦が終わると、カンタータ125番の骨子となったマルティン・ルターのコラールがアルトによって添えられ、ガンバの伴奏が躍動し出す。しばしアリオーソとコラールは併走するが、やがてコラールだけが残り、「死＝眠りの時」を伴奏のパウゼで表明して曲を閉じる。

### 第4曲 コラール『誉れ、讃美、尊崇、栄光を』(Glorie, Lob, Ehr und Herrlichkeit)
合唱・リコーダー2・ガンバ2、通奏低音、ヘ長調(変ホ長調)、4/4拍子
アダム・ロイスナーのコラール「われ汝に依り頼む、主よ」第7節をモテット風にアレンジして神を讃える晴れやかなフィナーレ。前半部は伴奏が活発なリトルネロを形成し、合唱がホモフォニーで述べる讃辞の間に挿入される。後半部はアレグロの二重フーガによるイエス讃。後半部の歌詞全体を用いた主題に加え、活発なメリスマを施したアーメン頌をまとっている。厳格な順列フーガとは違う自由闊達なフーガで、終盤には主題の全長を拡大したものも現れ、フーガの締めくくりを予告する。そしてアーメン頌のポリフォニー、最後のアーメン頌、器楽のエコーであっさり曲を終える。